# Zkiffz
Zkiffz var en svensk rockgrupp, som var aktiv under slutet av 1970-talet och början av 1980-talet.

## Biografi
Bandet bildades 1979 av Björn Skifs efter att han vann den svenska Melodifestivalen 1978. Bandet släppte totalt 1 album, 3 singlar och en EP-skiva under hela deras karriär.

## Medlemmar
- Björn Skifs - sångare
- Peter Milefors - trummor
- Chino Mariano - gitarr
- Lasse Wellander - gitarr
- Mike Watson - bass

## Diskografi
- 1979 – (I Wanna) Boogie With You Single
- 1980 – Zkiffz Album
- 1980 – Zkiffz EP (Promo)
- 1980 – I Natt / Hard World Single
- 1980 – Förhäxad Single